# Európai vadmacska
Az európai vadmacska (Felis silvestris silvestris) a macskafélék családjába tartozó vadmacska egy alfaja.

## Elterjedése, természetvédelmi helyzete
Nyugat-, közép- és kelet-európai erdőkben, illetve Skóciában és Törökországban él – nem található meg Skandináviában, Izlandon, Angliában, Wales-ben és Írországban.
A vadmacska elterjedt volt az európai pleisztocén korban; amikor a jég visszavonult, alkalmazkodott a sűrű erdei életmódhoz. A legtöbb európai országban nagyon ritka. Habár az európai vadmacska törvényesen védett alfajnak számít, a vadászok még mindig kilövik, ha összetévesztik a házi macskával. Skóciában az elvadult házi macskákkal való túlzott keveredés szintén nagy veszélyt jelent a vad populációra. Nem tudni, hogy ennek következtében milyen mértékben alakult át a vad populáció, és habár egyesek szerint „tisztavérű” vadmacskák már egyáltalán nincsenek, a vélemények még mindig eltérőek.
Magyarországon állatkertekben csak ezt az alfajt tartják, Szegeden, Jászberényben és Debrecenben.

## Megjelenése
Külső megjelenésre sokkal zömökebb testalkatú, mint a sivatagi macskák vagy a házi macska. Vastag, tömöttebb bundája és nagyobb mérete – a hím 5–7 kg, nőstény 4–5 kg tömegű – megkülönböztető határozó bélyege. Vadászati leírásokban ennél nagyobb kandúrokról is beszámoltak, melyek súlya ritkán a 8 kg-ot is meghaladta. Fő ismertetőjegye azonban az elejétől a végéig egyformán vastag farka, melyen 5-7 fekete gyűrű található, és a csúcsa mindig tompán végződik. A vadmacska nem tévesztendő össze az elvadult házi macskával.

## Életmódja
A házi macskával ellentétben leginkább alkonyatkor, éjjel és hajnalban aktívak.

## Egyéb
A régebbi rendszerekben sokkal több alfaját ismerték el a vadmacskának, mint jelenleg. Akkoriban az európai kontinens java részén élő alfajon kívül elkülönítettek még több egyéb (részben elég kis elterjedésű, szigeti alfajokat) alfajt is. Ezeket a jelenlegi rendszer az európai vadmacska alfajába sorolja.
Korábban a következő Európában élő alfajokat különböztették meg önálló alfajokként:
- Felis silvestris cretensis – Kréta
- Felis silvestris caucasia – Kaukázus, Anatólia
- Felis silvestris grampia – Észak-Skócia
- Felis silvestris jordansi – Baleár-szigetek
- Felis silvestris reyi  – Korzika
- Felis silvestris sarda – Szardínia, Szicília
- Felis silvestris silvestris – Európa

## Képek

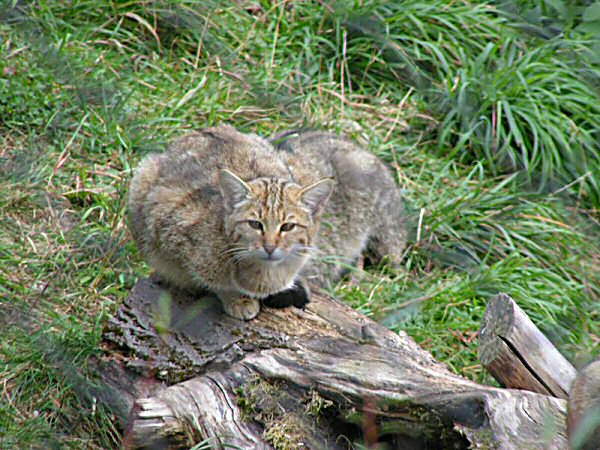
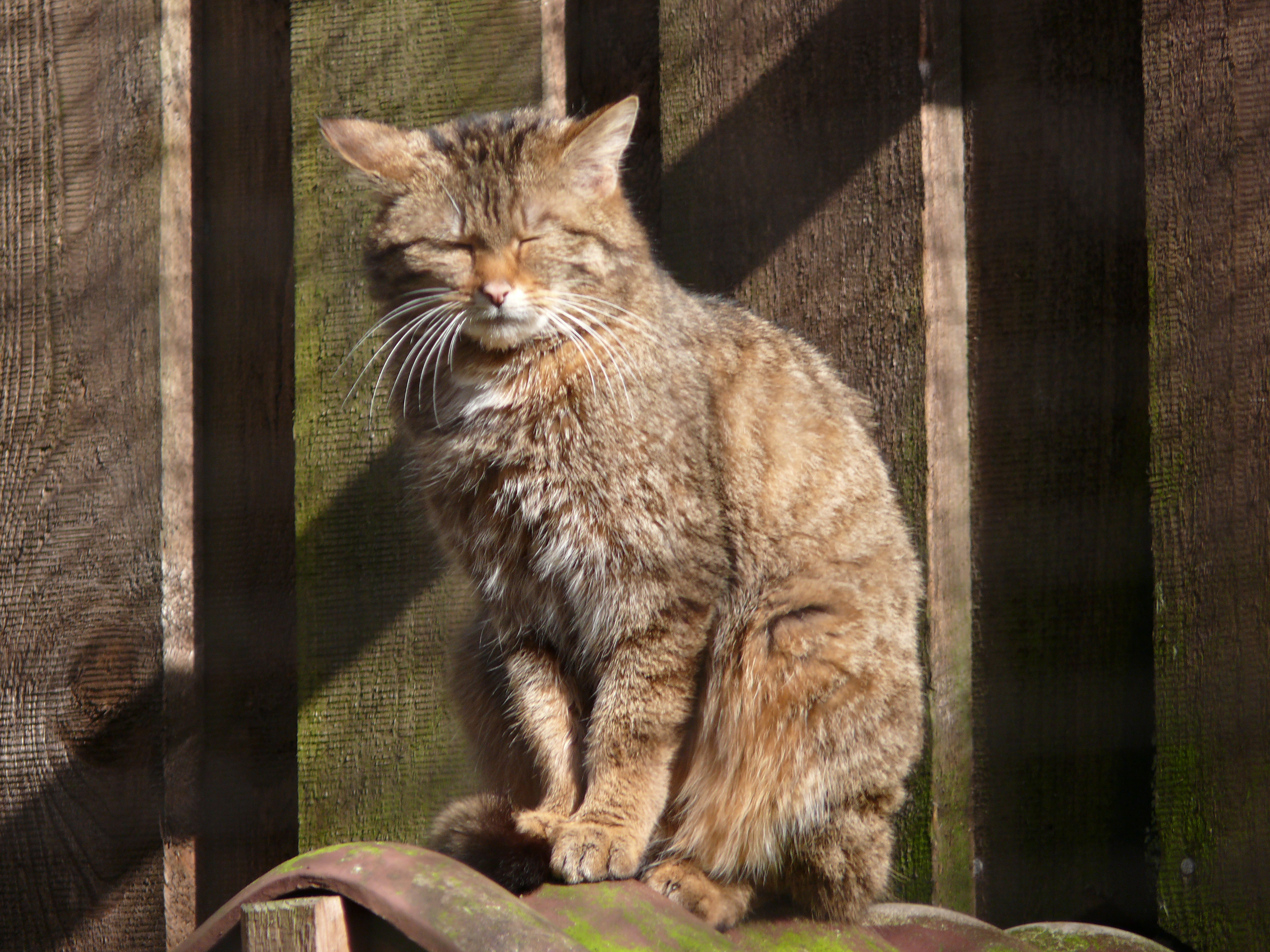
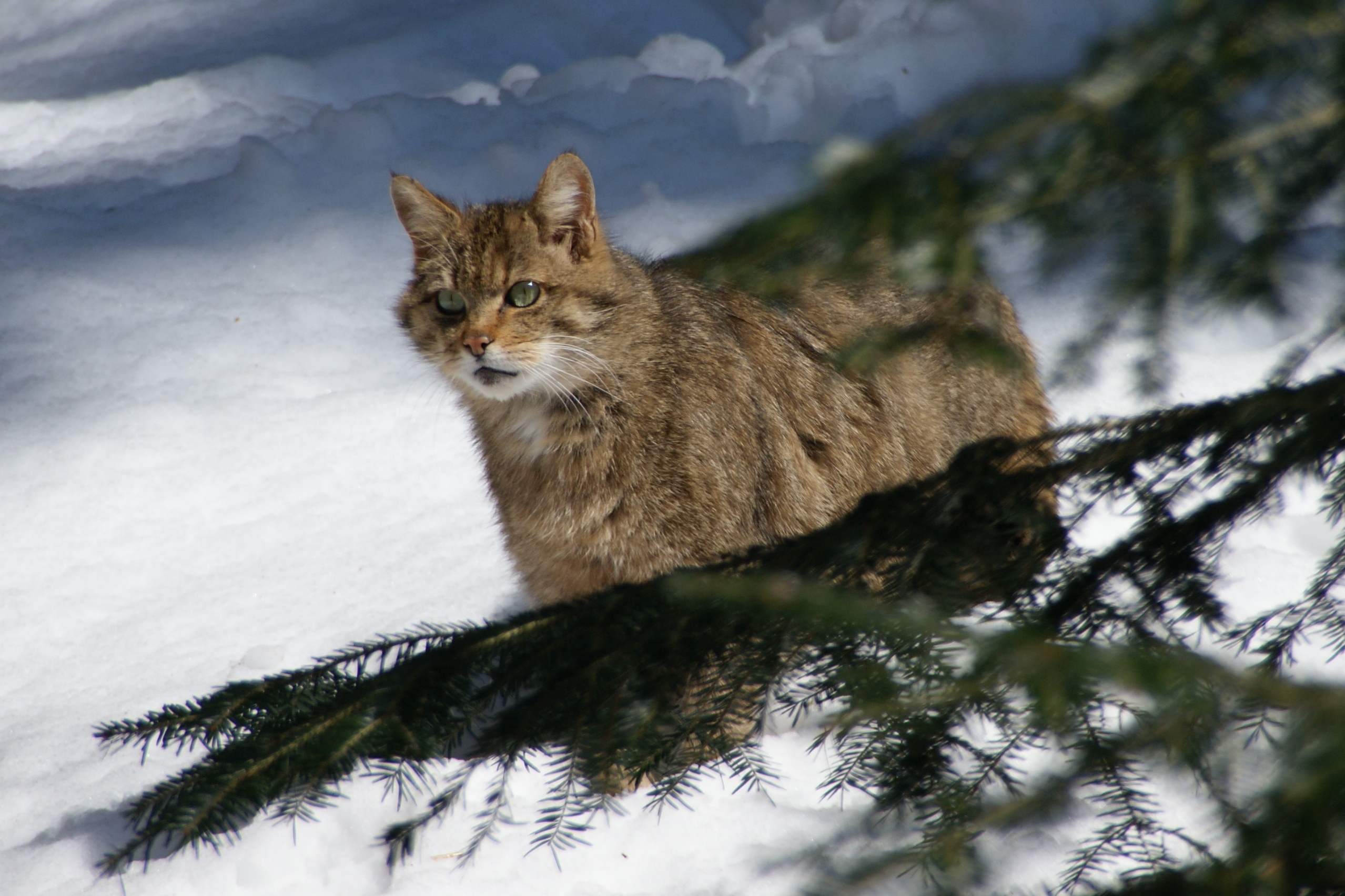
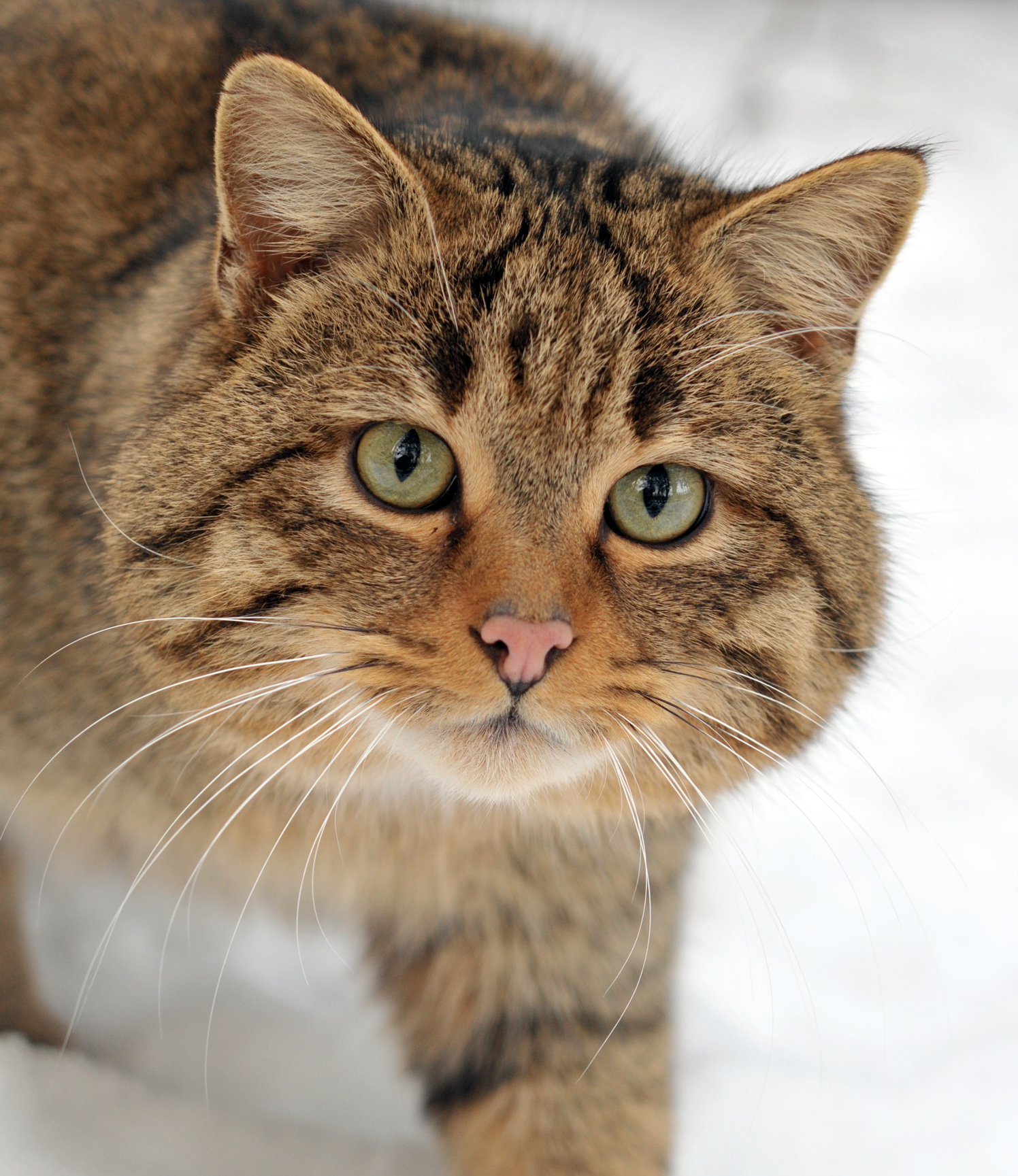
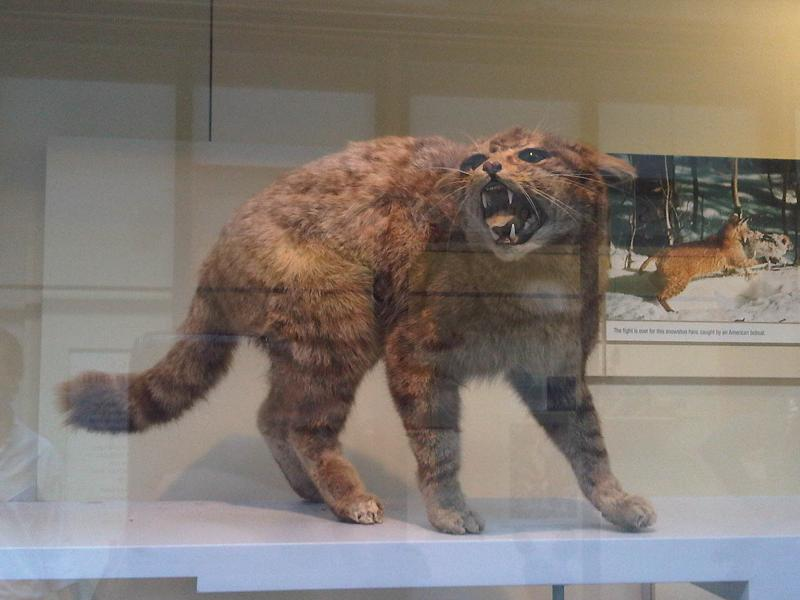
kitömött példány a londoni Természettudományi Múzeumban